# 桃梨
桃梨（モモナシ）は、1998年に結成された、岐阜出身の上村美保子 (カミムラ ミホコ/うた)と、岩手出身のJIGEN (ジゲン/テナーベース)による、歌とテナーベースの音楽ユニット。
抜群の表現力で歌の世界に観客を導くシアトリカルなシンガー・上村美保子と、世界初の楽器「アコースティック・テナーベース」を奏でる超絶ベーシスト・JIGENは、ライヴパフォーマンスも歌とテナーベースだけで行う稀有な編成でありながら、その高い表現力をもってジャンルレスな音楽活動を展開。
民謡から歌謡曲・洋楽までも柔軟にカバーし、更に和洋折衷を極めたオリジナル曲をもって、老若男女、世代も国籍も超えて楽しむことのできる、サービス満点のパフォーマンスに定評があり、その舞台は国内のみならず海外公演でも、行く先々で高い評価を博している。

## 略歴
1996年：主に女優やナレーターとして活動していた歌手の上村美保子 (カミムラミホコ)と、ロック・バンドで活動していたベーシストのJIGEN (ジゲン)が、スリランカで歌とベースのみのパフォーマンスを行う。
1998年：6月にユニットを結成し、7月21日に初ライヴ。以後「歌とテナーベース」という変則的なコンビで、オリジナル曲を中心に、民謡や歌謡曲、童謡等のカバーも織り交ぜ、エンターテインメント性の高い演奏活動を精力的に続けている。（結成当時の表記は『も・も・な・し』）
2000年：ニューヨークの「CBGB」にて公演。上村美保子「ドラえもん のび太の太陽王伝説」エンディングテーマの作詞を担当。
2001年：マキシ・シングル『洋々と』リリース。
2005年：アコーディオニストcobaをプロデューサーに迎えたファースト・アルバム『「あ」の付く言葉』リリース。同年、サックスの梅津和時を迎えたマキシ・シングル『しあわせな明日』リリース。
2006年：レーベル「Peach Pear Records Japan」を立ち上げ、セカンド・アルバム『MMNS歌謡祭』リリース。東北醤油株式会社のCMソング「わたしのふるさと」を制作。
2007年：ピエール・バルーのレーベル「Saravah」の日本人アーティスト・コンピレーション・アルバム『Kusamakura vol.1』に参加。プロデューサーであるマイア・バルーをはじめ、参加アーティストと共に、発売記念フランス・ツアー (全12公演)に参加。
2008年：結成10周年記念ツアーを開催し、ライヴ盤『歓喜 〜結成10周年記念大感謝祭〜』リリース。また同年、前年に引き続き、フランス＆ベルギーでの全10公演に参加。
2009年：coba作演出の舞台「Virgin Cabaret」に出演し、桃梨としての演奏に加え、上村は舞台役者としても参加。JIGENは cobaバンドのベース＆ウクレレも担当。
2010年：紙芝居の祭典：紙-1 グランプリに、語りとベース伴奏の紙芝居で参加した他、寿町フリーコンサートや山谷夏祭りにも出演。
2011年：東日本大震災以降、5月より避難所や仮設住宅等、被災地を訪問しての演奏活動と、演奏と共に被災地へ新品のTシャツを届ける活動を開始。
2012年：8月に4年振りのアルバム「両手に願いを」リリース。
2013年：継続していた被災地訪問演奏が、10月に100回目となり、新品Tシャツのお届けも6300枚を超える。
2014年：上村発案のキャラクター「ぴんぴん君」が登場し、各種グッズ展開を開始。4月より表記を「モモナシ」に変更。5月には初の絵本付きシングルCD「君に贈る」、結成16周年を迎えた7月21日に５枚目のアルバム「贅沢な時間」を発表。
2015年：初のベスト盤をリリース。夏にアメリカ＆コスタリカツアーを開催し、長年カバーし続けている郡上節を、本場・郡上おどりの会場での演奏を成就。年末には原宿アストロホールでのコンサートを開催。
2016年：1月、会員制「モモナシ・メンバーズクラブ」発足。４月、東京都サウナ・スパ協会公認『サウナ娘』発売。8月、二年連続で郡上おどり会場にてモモナシ版の郡上節を演奏。7月から12月まで、結成18周年記念ツアー『モモナシの冒険旅行』開催。
2017年：7月より結成19周年ツアー「元気が出るライヴツアー2017」開催。8月、三年目となる郡上踊り会場での演奏。9月、南三陸町のカレーとコーヒーの店『月と昴』のプロデュースによる、セレクト・シングル「月と昴」発売。10月「君に贈る」ピアノスコア発売。
2018年：7月より結成20周年ツアー開催。初ライヴの7月21日に合わせて、20年越しの大作となる、郡上おどりの全曲カバーアルバム『KARNIVAL 9』発売。
2019年：上村美保子の最愛の師／田中晴子さんご逝去により、彼女の歌手時代「おがた愛」名義のリリース曲の全曲カバーに取り組み、YouTube公式チャネルにて公開。
2020年：８枚目のアルバム『最高の続き』をリリースするも、コロナ禍の影響でライヴ活動を停止した為にレコ発ライヴは開催されず。その代わり本格的にYouTubeでの動画配信に取り組み、「テレワーク・モモナシ」としてカバー曲を中心に多数公開。
2021年：福岡ライブハウスCBの企画「配信マラソン2021」に参加。一年を通して積極的な音楽コンテンツの制作に取り組む。
2022年：徐々にライヴ活動を再開し、５月にはツアーを行う。モモナシ公式YouTubeチャンネルでは「モモナシのリクエスト曲チャンネル」として、リクエスト曲を中心に継続配信。

## ディスコグラフィー

### オリジナル作品
| アルバム               | リリース       | ゲスト・ミュージシャン | 備考 |
| ---------------------- | -------------- | --- | --- |
| 「あ」の付く言葉       | 2005年01月01日 | coba (Acc)、続木力 (Hca)、Yoshie (Ds)、 内藤哲郎 (和太鼓)、山岡広司 (Programming) | cobaプロデュース。サウンドエンジニア：森達彦 ※現在は廃盤                                                 |
| MMNS歌謡祭             | 2006年12月06日 | 大熊ワタル (Cl)、内藤哲郎 (和太鼓)、 伊藤孝喜 (Ds)、河村博司 (Gt)、coba (Acc) | coshell作オリジナル紙芝居 (ライヴ) 収録                                                                  |
| 歓喜                   | 2008年12月03日 | 大熊ワタル (Cl)、伊藤孝喜 (Ds)、奥野真哉 (Key)、 河村博司 (Gt)、伊藤大地 (Ds)、福島ピート幹夫 (Sax)、 内藤哲郎 (和太鼓)、こぐれみわぞう(チンドン太鼓)、 マイア・バルー (Fl)、親切な宇宙人 (Dance) | ライヴ・アルバム                                                                                         |
| 両手に願いを           | 2012年08月08日 | M-10：奥野真哉 (Key)、伊藤大地 (Ds)、 M-11：大熊ワタル (Cl)、河村博司 (Gt)、伊藤孝喜 (Ds) | ゲスト参加の未発表曲(2曲)がボーナストラック。 本編9曲は桃梨のみで新録音。 サウンドエンジニア：森達彦     |
| 贅沢な時間             | 2014年07月21日 | | 全編オリジナル新曲書き下ろし。 サウンドエンジニア：森達彦                                                |
| モモナシBEST 1998-2013 | 2015年05月15日 | | モモナシ初のベスト盤（廃盤）                                                                             |
| KARNIVAL 9             | 2018年07月21日 | | 結成20周年記念作品。上村の出身地の岐阜民謡・郡上おどりの全9曲カバーアルバム。 サウンドエンジニア：森達彦 |
| 最高の続き             | 2020年08月05日 | | 全編オリジナル曲。結成当時の楽曲セルフカバーも収録。 サウンドエンジニア：森達彦                          |

| シングル       | リリース       | ゲスト・ミュージシャン                  | 備考                                                    |
| -------------- | -------------- | --------------------------------------- | ------------------------------------------------------- |
| 洋々と         | 2001年11月01日 |                                         | マキシ・シングル                                        |
| しあわせな明日 | 2005年08月17日 | 梅津和時 (Sax) 、永原元 (Percussion)    | 上村の出身地の岐阜民謡・郡上おどり収録/マキシ・シングル |
| 君に贈る       | 2014年05月31日 | 棟シンジ (Piano) 、佐藤龍英 (Harmonica) | ぴんぴん君の絵本付きCDシングル                          |
| サウナ娘       | 2016年04月26日 |                                         | 東京都サウナ・スパ協会公認CDシングル                    |
| 月と昴         | 2017年09月09日 | 棟シンジ (Piano)                        | 南三陸町「月と昴」プロデュース／セレクト・シングル      |
| 思い出の散歩道 | 2020年06月13日 |                                         | 配信限定シングル／レトロバージョン                      |

## 備考
【ユニット名の由来】果物の中では「桃と梨が特に好物」という最初に見付けた共通項が命名の由来とされているが、「桃と梨を食べた時のような、芳醇で豊かな気持ちになれる音楽をやろう」という想いも込められている。似た言葉として「桃李の道」という諺があることから、同名のタイトルを付けた曲も作られている（５枚目「贅沢な時間」収録）。
【テナーベースとは】通常のベースが「EADG」というチューニングに対して、「ADGC」チューニングになるよう、弦そのものを変更し調整されたベースのことで。通常のベースより弦１本分音域が高くなっている。現在のJIGENのメインベースは、K.ヤイリギター製作の「アコースティック・テナーベース」。